# Пракседа Римська
Пракседа (лат. Praxeda, Praxedes, Praxedis), також Пракседа Римська або Свята Пракседа — католицька свята І–ІІ століття.

## Життєпис
Відомостей про життя святої є небагато. Легенда говорить, що Пракседа була дочкою Св. Пуденса і жила на зламі І та ІІ століть. Святий Пуденс прийняв християнство одним з перших у Римі від апостола Петра, про що згадує св. апостол Павло близько 67 року, в другому посланні Тимофію. Св. Пуденс мав дві дочки: Св Пракседу та Св. Пуденцію та двох синів Св. Донатуса і Св. Тимофія (про долю яких нічого не відомо). Сестри померли мученицькою смертю та були поховані згідно з римським правом. Йоганн Петер Кірш в «Католицькій енциклопедії» 1913 року згадує, що в римських катакомбах були знайдені гроби двох мучениць — Пракседи і Пуденції. Невідомо, чи вони обоє були дочками Св. Пуденса, чи подальша християнська легенда зв'язала їх долі. Мощі сестер знаходяться в одному з найстаріших храмів Риму в базиліці Санта-Прасседе.